# Гречневый суп
Суп из гречневой крупы — традиционное блюдо украинской и белорусской кухни, представляющее собой суп, приготовленный на мясном бульоне или на бульоне из костей, говяжьих или свиных, с добавлением гречневой крупы.
В белорусской кухне в гречневый суп добавляли молоко и называли «белёным кушаньем». Поскольку коровы в Белоруссии давали мало молока, то такое кушанье готовилось, в основном, летом, в «молочную пору». Гречневый суп готовят в больницах и госпиталях, в полевых кухнях.

## Способ приготовления
Варят бульон из свиной грудинки, лука и лаврового листа. Когда бульон готов, добавляют гречневую крупу. Затем картофель. Пока готовится бульон, делается зажарка на растительном масле: репчатый лук и морковь. Отдельно порезать зелень — укроп и петрушку.
Перед окончанием варки в суп добавляется чеснок и чёрный перец. Всыпать зажарку и зелень, посолить по вкусу.
Суп из гречневой крупы можно готовить и без мяса, так называемый вегетарианский вариант, например, с помидорами или клёцками.